# 크리스마스 트리 (1991년 영화)
"크리스마스 트리"(The Christmas Tree)는 미국-브라질의 컬러 영화로, 엘리 드라이가스와 윌리엄 그리핀의 주연 영화이다.
악덕 고아원 원장과 해당 고아원의 아이들이 주인공으로 등장하는 영화로 주연 성우인 윌리엄 그리핀의 해설로 진행되며, 극중 아이들의 성우는 아역 비전문 성우로 알려져 있다.